# Puig Piquer
El Puig Piquer és una muntanya de 150 metres que es troba al municipi de Navata, a la comarca catalana de l'Alt Empordà.